# Campos de Cunha
Campos de Cunha (também conhecido como Campos Novos) é um distrito do município brasileiro de Cunha, que integra a Região Metropolitana do Vale do Paraíba e Litoral Norte, no interior do estado de São Paulo.

## História

### Origem
O povoado que deu origem ao distrito, fundado em território do município de Cunha, se desenvolveu ao redor da Capela Nossa Senhora dos Remédios.

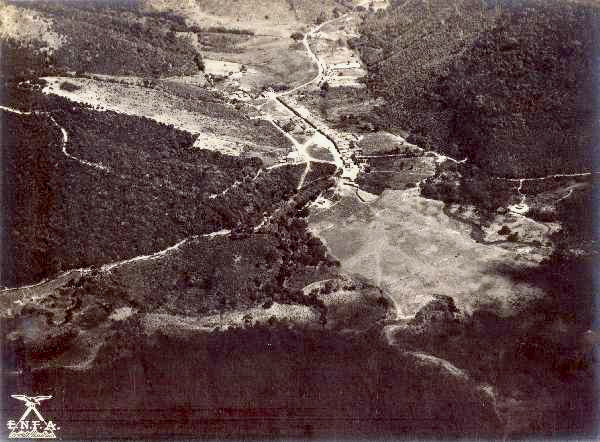
Vista aérea (1940).

### Formação administrativa
- Distrito criado pela Lei nº 5 de 08/03/1872, com a Capela de Campos Novos, no município de Cunha[3][4].
- Distrito policial de Campos Novos de Cunha criado em 30/09/1872[5].
- Decreto n° 9.775 de 30/11/1938 - Altera a denominação para Campos de Cunha[6].

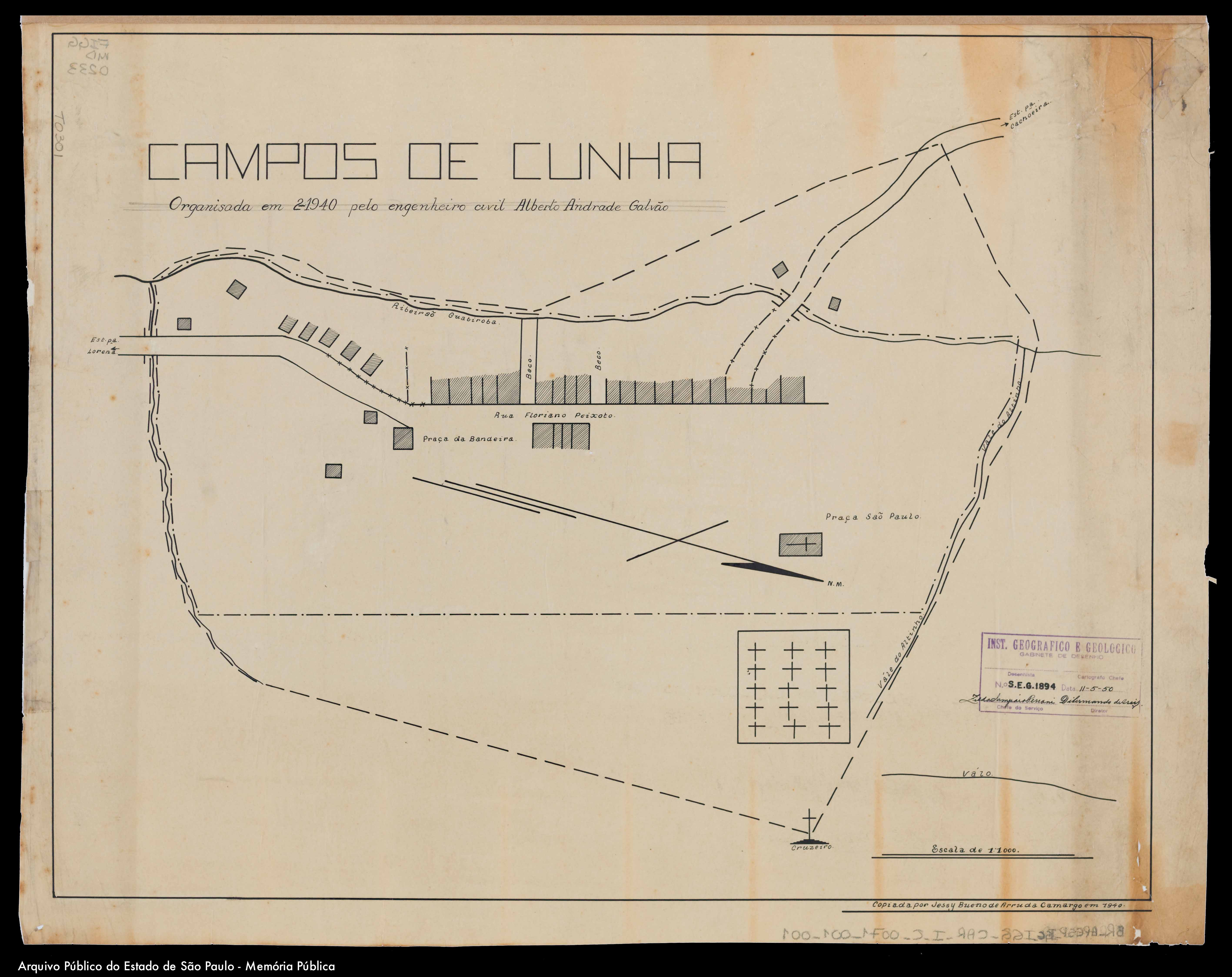
Planta da área urbana original.

### Pedido de emancipação
O distrito tentou a emancipação político-administrativa e ser elevado à município, através de processo que deu entrada na Assembléia Legislativa do Estado de São Paulo no ano de 1991, mas o processo encontra-se com a tramitação suspensa.

## Geografia

### Demografia

#### População urbana
| Crescimento população urbana | Crescimento população urbana | Crescimento população urbana | Crescimento população urbana |
| Censo                        | Pop.                         |                              | %±                           |
| ---------------------------- | ---------------------------- | ---------------------------- | ---------------------------- |
| 1934                         | 197                          |                              |                              |
| 1940                         | 237                          |                              | 20,3%                        |
| 1950                         | 190                          |                              | −19,8%                       |
| 1960                         | 260                          |                              | 36,8%                        |
| 1970                         | 242                          |                              | −6,9%                        |
| 1980                         | 475                          |                              | 96,3%                        |
| 1991                         | 682                          |                              | 43,6%                        |
| 2000                         | 988                          |                              | 44,9%                        |
| 2010                         | 1 111                        |                              | 12,4%                        |
| Fonte: IBGE e Fundação SEADE |                              |                              |                              |

#### População total
Pelo Censo 2010 (IBGE) a população total do distrito era de 3 527 habitantes.

### Área territorial
A área territorial do distrito é de 347,427 km².

### Rodovias
O acesso à Campos de Cunha é feito pela estrada vicinal que liga o distrito à cidade de Cunha.

### Topografia
Seu relevo é predominantemente montanhoso, estando a mais de 1000 metros de altitude.

## Serviços públicos

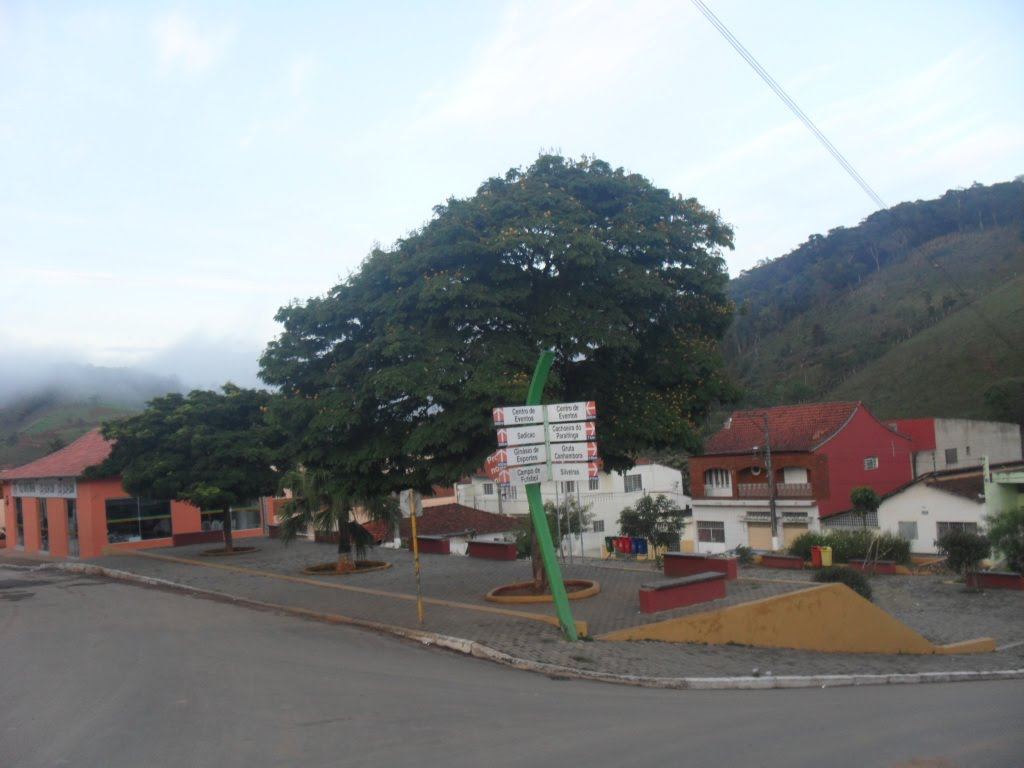
Aspecto local.

### Administração
A administração do distrito é feita pela Diretoria Administrativa de Campos de Cunha.

### Registro civil
Atualmente é feito no próprio distrito, pois o Cartório de Registro Civil das Pessoas Naturais ainda continua ativo.

### Saneamento
O serviço de abastecimento de água é feito pela Prefeitura Municipal de Cunha.

### Energia
A responsável pelo abastecimento de energia elétrica é a Neoenergia Elektro, antiga CESP.

### Telecomunicações
O distrito era atendido pela Telecomunicações de São Paulo (TELESP), que inaugurou a central telefônica utilizada até os dias atuais. Em 1998 esta empresa foi vendida para a Telefônica, que em 2012 adotou a marca Vivo para suas operações.

## Atrações turísticas

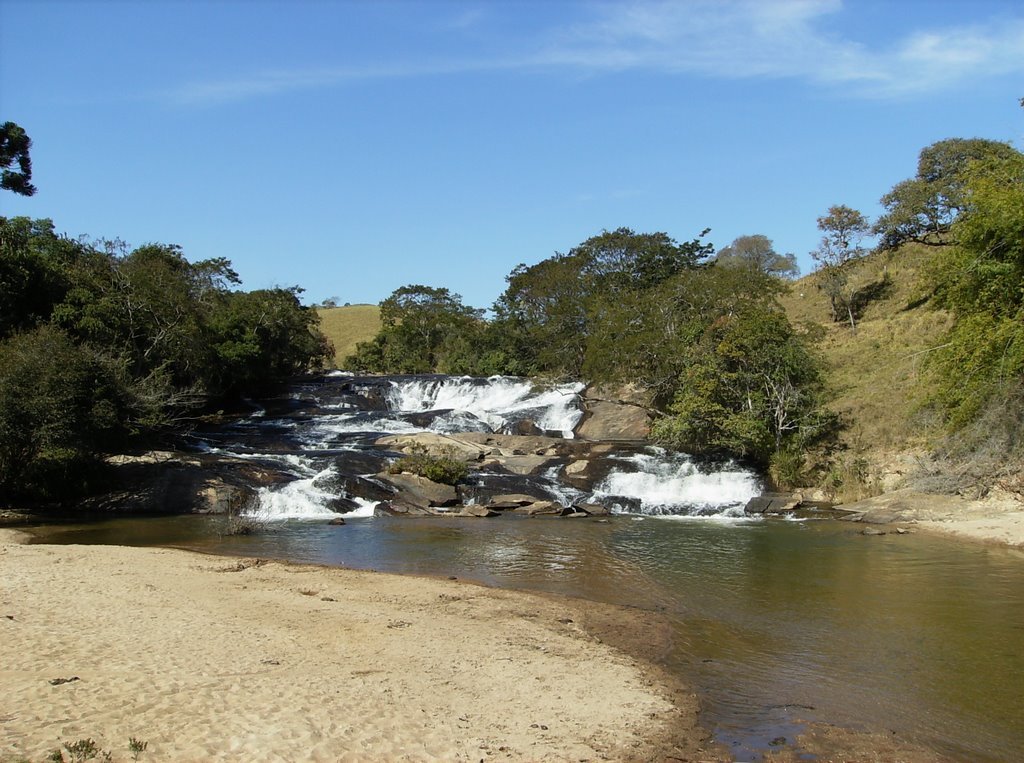
Cachoeira do Paraitinga.

### Cachoeiras
Por estar localizado na Serra do Mar, o distrito de Campos de Cunha possui várias cachoeiras, entre elas:
- Cachoeira do Paraitinga
- Cachoeira do Mato Dentro
- Cachoeirinha da Barra
- Cachoeira do Parado

### Parque Nacional da Serra da Bocaina
O Parque Nacional da Serra da Bocaina localiza-se na divisa entre os estados do Rio de Janeiro e de São Paulo, sendo um segmento da Serra do Mar.

## Religião

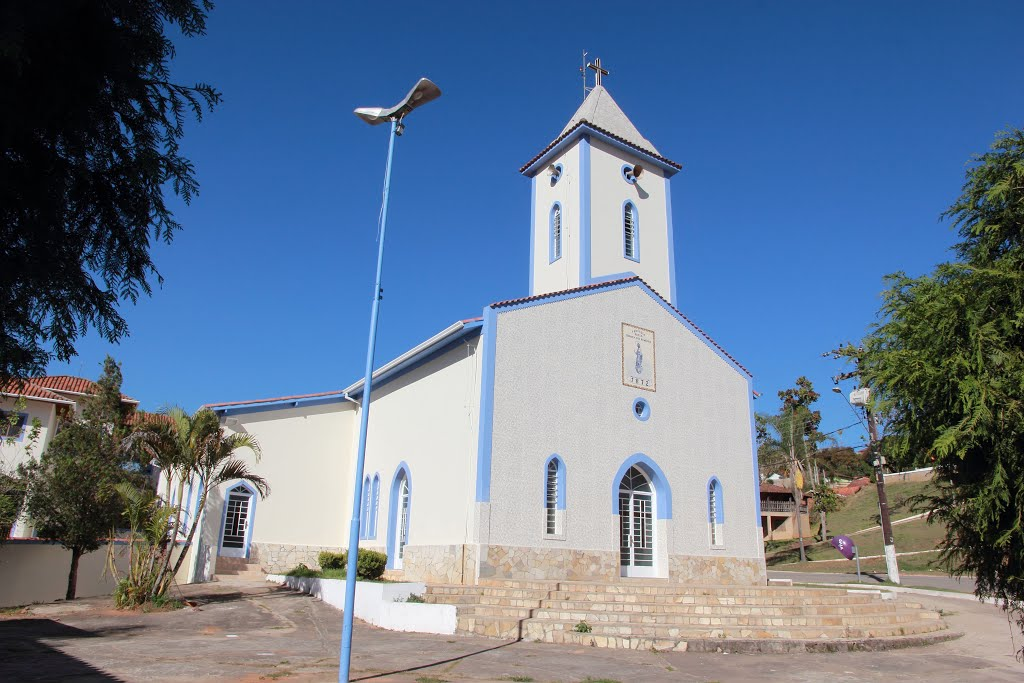
Igreja.

O Cristianismo se faz presente no distrito da seguinte forma:

### Igreja Católica
- Paróquia Nossa Senhora dos Remédios - faz parte da Diocese de Lorena[20].

### Igrejas Evangélicas
- Assembleia de Deus - O distrito possui congregação da Assembleia de Deus Ministério do Belém. Por essa igreja, através de um início simples, mas sob a benção de Deus, a mensagem pentecostal chegou ao Brasil. Esta mensagem originada nos céus alcançou milhares de pessoas em todo o país, fazendo da Assembleia de Deus a maior igreja evangélica do Brasil[21].
- Congregação Cristã no Brasil[22].